# Pedro Marcial Guerra
Pedro Marcial Guerra y Rodríguez Correa (29 de junio de 1803 - 14 de enero de 1869), fue un militar y político novohispano y mexicano, después de la guerra de independencia. Nacido en San Francisco de Campeche y fallecido en Mérida, Yucatán. Gobernador de Yucatán 1838 - 1840. Fue hermano menor de José María Guerra y Rodríguez Correa, Obispo de Yucatán de 1832 a 1863.

## Datos biográficos
Guerra tuvo una carrera militar destacada. Estudió en el Colegio Militar de México. Regresó a Yucatán y fue nombrado capitán en la comandancia general del estado. Fue comandante militar de Sisal. Fue después designado para el batallón de guarda costas en Isla del Carmen, Campeche. Una vez declarada la independencia de México, cuando el intento de invasión de España (invasión de Barradas) en 1828, fue trasladado a San Francisco de Campeche para defender la plaza.
Regresó a Mérida y se involucró en la actividad política afiliándose al partido centralista. Fue elegido diputado al Congreso General y se trasladó a la Ciudad de México. Ahí estableció buenas relaciones con gente influyente como el Conde de la Cortina que lo presentó a Antonio López de Santa Anna y a Anastasio Bustamante. Por estas relaciones fue designado gobernador de Yucatán al triunfo del centralismo y regresó a la península.
En la época, la fuerza política mayoritaria en Yucatán era federalista y luchaba por mantener la soberanía de un estado federado con México. Por ello, a pesar de que el gobernador realizaba una tarea positiva, muy pronto se inició una conspiración contra la gubernatura de Guerra, encabezada por Santiago Imán en Tizimín. Este movimiento fue secundado por otros federalistas como Eulogio Rosado, Felipe Cámara Zavala y Sebastián Molas, entre otros. El proceso conspiratorio triunfó y el centralismo de Guerra fue derrotado. El gobernador entregó el poder de manera pacífica el 18 de febrero de 1840 a Juan de Dios Cosgaya. Guerra se trasladó de inmediato a la Ciudad de México.
En la capital del país se fraguaba la defensa de los intereses nacionales en contra de la la invasión estadounidense y Guerra se incorporó a las fuerzas mexicanas con el grado de coronel. Cuando las tropas de Estados Unidos entraron a la Ciudad de México, participó en la resistencia, parapetándose en la iglesia de la Santa Veracruz. Por su valentía fue premiado más tarde con la Cruz Militar.
En 1848 regresó a Yucatán entidad que estaba inmersa en la denominada guerra de castas. Limó asperezas con los federalistas y después solicitó ayuda para la defensa de Mérida. Obtuvo un subsidio que fue recibido por el gobierno de Miguel Barbachano y que sirvió de ayuda para financiar los gastos de la defensa del estado, asediado por la rebelión indígena. Por sus servicios a la causa, fue posteriormente electo para el senado de la república, representando a Yucatán, que ya se había reincorporado a la nación mexicana. Después de vivir algunos años en la capital del país en el ejercicio de su cargo, regresó a Yucatán en donde pasó los últimos años de su vida.